# فرانسيس توريتين
فرانسيس توريتين (17 أكتوبر 1623 - 28 سبتمبر 1687، المعروف أيضًا باسم فرانسوا توريتيني) لاهوتي مدرسي مصلح من أصل جنيفي-إيطالي.
يُعرف توريتين بشكل خاص بأنه معارض متعصب للاهوت الكالفيني المعتدل لأكاديمية سومور (التي جسدها مويز أميروت وتسمى الأميرالديانية). لقد كان مدافعًا جادًا عن العقيدة الكالفينية التي يمثلها سينودس دورت، وباعتباره أحد مؤلفي الإجماع السويسري، الذي دافع عن صياغة الأقدار من سينودس دورت والإلهام اللفظي للكتاب المقدس.

## الحياة
ولد فرانسيس ابن بنديكت توريتيني، مثل والده، في جنيف. كان سلفهم (والد بنديكت)، فرانشيسكو توريتيني الأكبر، قد غادر موطنه الأصلي لوكا في عام 1574 واستقر في جنيف في عام 1592.
درس فرانسيس اللاهوت في جنيف (1640–1644)، ولايدن (1644)، وأترخت، وباريس (1645–1646)، وسومور (1646–1648)، ومونتوبان، ونيم. في باريس درس أيضًا الفلسفة على يد الرومي الكاثوليكي بيير جاسندي. بعد عودته إلى مدينته الأصلية جنيف، عُين راعيًا للكنيسة الإيطالية هناك منذ عام 1648 وحتى 1687، وللطائفة الفرنسية منذ 1653 وحتى 1687، وأستاذًا للاهوت في جامعة جنيف عام 1653. وهو والد جان ألفونس توريتيني، الذي فعل الكثير لتفكيك اللاهوت الذي روج له والده.

## حرية الاختيار
على غرار اللاهوت الإصلاحي، يقول توريتين أنه بعد السقوط لم يفقد البشر إرادتهم. «إن عدم القدرة على فعل الخير أمر مؤكد، لكن جوهر الحرية لا يُمس» (تشكيل اللاهوت الانتقائي 10.2.9). ما يزال لديهم الحرية التي لا تتعارض مع أنواع معينة من الضرورة. بالنسبة لتوريتين، لا كيانات الإرادة ولا العقل هي القدرة الوحيدة للإرادة الحرة، والتي تصور بالأحرى على أن تعددها يعتبر قدرة مختلطة. «نظرًا لأنه ينتمي إلى الفكر فيما يتعلق بقرار الاختيار، فإنه ينتمي إلى الإرادة فيما يتعلق بالحرية» (تشكيل اللاهوت الانتقائي، 10.1.4). يميز توريتين بين ستة أنواع من الضرورة (تشكيل، 10.2.4-9): الضرورة المادية، وضرورة الإكراه، وضرورة الاعتماد على الله، والضرورة العقلانية، والضرورة الأخلاقية، وضرورة الحدث. تتنافى الضرورتان الأوليتان من بين هذه الضرورات الستة مع الحرية، في حين أن الأربعة الأخيرة لا تتوافق مع الحرية فحسب، بل تكملها تمامًا. على سبيل المثال، عند التعامل مع توافق الضرورة الأخلاقية، يؤكد توريتين، على الرغم من حقيقة أنه يمكن جعل الإرادة «عبودية» إذا حُددت من خلال العادة على طريقة عمل، فإن «هذه العبودية لا تقلب بأي حال من الأحوال الطبيعة الحقيقية والأساسية للحرية» (تشكيل اللاهوت الانتقائي، 10.2.8). بالنسبة لتوريتين، لا تنشأ الحرية من اللامبالاة بالإرادة. لا يوجد كائن عقلاني غير مبال بالخير والشر. إن إرادة الإنسان الفردي لا تكون أبدًا غير مبالية بمعنى امتلاك التوازن، سواء قبل السقوط أو بعده. يعرّف توريتين الحرية بمفهوم العفوية العقلانية (تشكيل، 11-10.2.10).
يبدو أن مذهب توريتين حول الحرية مشابه لمذهب سكوت من حيث إن كلاهما يؤيد المنطق الأرسطي: التمييز بين ضرورة النتيجة وضرورة العواقب؛ التمييز بين بالمعنى المركب والمعنى المقسم. إنها ليست فكرة سكوت عن الصدفة المتزامنة، بل المنطق النموذجي لأرسطو الذي دُمج في عقيدة توريتين للحرية. علاوة على ذلك، فإن الأفكار الاسكتلندية حول الضرورة واللامبالاة تختلف اختلافًا كبيرًا عن أفكار توريتين. طور توريتين المناقشة حول الضرورة وربطها بحجته حول حرية الاختيار الإنسان. إن رفضه الدقيق لفكرة اللامبالاة في عقيدة الحرية يخلق فجوة كبيرة بين مذهبه ومذهب سكوت. يؤكد تعليم توريتين للصدفة على الفعل السيادي لله في عملية التحول، في حين أن نظرية سكوت للصدفة تطمس ذلك. توريتين ليس اسكتلنديًا، ولكنه لاهوتي مصلح يقف في «تقليد أرسطي عام».